# Harris Performance Products
Harris Performance Products Ltd és una empresa anglesa fabricant de peces per a motocicletes amb seu a Hertford. Fundada el 1972 pels germans Steve i Lester Harris, juntament amb Steven Bayford, l'empresa va participar al mundial de motociclisme com a constructor a la categoria de Moto2 i com a equip al Campionat del Món de Superbike.

## Història

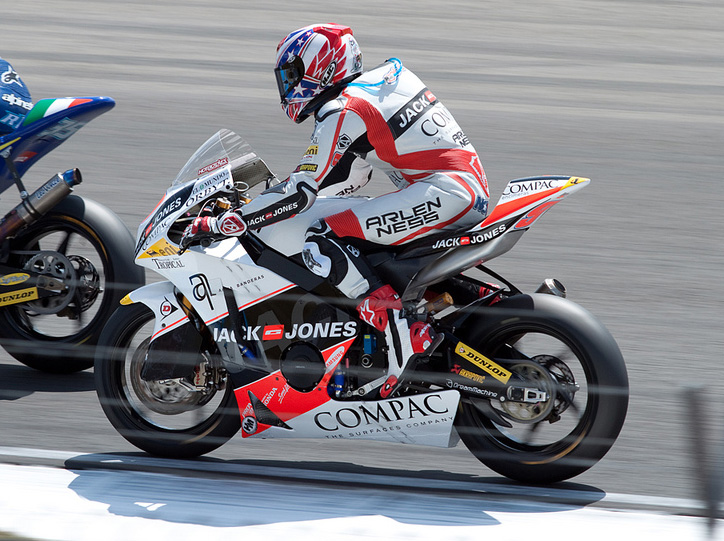
Kenny Noyes amb la PromoHarris de Moto2 a Assen el 2010

Harris va ser present al mundial de motociclisme, tant com a equip com com a proveïdor de motocicletes a equips privats, des de la temporada de 1992 fins a la de 1996 amb una moto equipada amb un motor Yamaha YZR500, la qual es va anomenar Harris Yamaha 500 després que l'empresa japonesa hagués optat per subministrar els seus motors a fabricants de bastidors externs, com ara la mateixa Harris i la ROC francesa. La millor d'aquestes temporades va ser la de 1993, quan Harris va quedar sisè al Campionat del món de constructors, mentre que el pilot que hi va aconseguir els millors resultats va ser John Reynolds el 1994, en què va quedar catorzè al mundial de 500cc.
Del 1996 al 1998, Harris va dirigir l'equip oficial de Suzuki al Campionat del Món de Superbike i el consegüent desenvolupament de la GSX-R 750. El 2003 va tornar al campionat col·laborant amb l'equip WCM en la construcció d'una nova moto, la Harris WCM, que va seguir participant-hi els anys 2004 i 2005, en aquest cas sota el nom de l'equip txec Blata.
Després d'uns anys d'absència, amb motiu de la introducció de la categoria de Moto2 al mundial de motociclisme el 2010, Harris va tornar al campionat presentant la seva pròpia moto, anomenada Promo-Harris, que tanmateix només va participar al campionat la temporada del 2010 tot subministrant la moto a l'equip Jack & Jones d'Antonio Banderas. El mateix any i amb el mateix model de moto, va participar en el CEV en la categoria de Moto2 i en va obtenir el títol de constructors.